# Pascal Zuberbühler
Pour les articles homonymes, voir David Zuberbühler.
Pascal Zuberbühler, surnommé « Zubi » (né le 8 janvier 1971 à Frauenfeld, dans le canton de Thurgovie), est un footballeur international suisse. Il jouait au poste de gardien de but.

## Biographie
Zuberbühler commence à jouer au football dans le club de sa ville natale, le FC Frauenfeld. Peu doué pour le beau jeu, il décide de s'orienter vers l'athlétisme et ne foulera plus une pelouse jusqu'à ses 15 ans. Persuadés que ses chances de faire carrière dans le football sont inexistantes, ses parents insistent pour qu'il termine son apprentissage de plombier.
À 20 ans, « Zubi » signe chez le Grasshopper-Club Zurich, avec lesquels il remportera deux championnats, fera ses débuts en Ligue des champions de l'UEFA, et surtout tissera des liens étroits avec l'entraîneur Christian Gross qui jouera un rôle important dans sa carrière.
Zuberbühler se montre à la hauteur et brille avec le FC Bâle. Ce n'est toutefois pas avant 2004 et le départ à la retraite de Jörg Stiel après l'Euro portugais que Zubi aura sa chance au sein de l'équipe helvétique, dix ans après sa première sélection.
Il ne manque pas un match de la campagne qualificative de l'équipe de Suisse pour la Coupe du monde 2006. Il réalisera une très belle Coupe du monde où il n'encaissera aucun but et hissera la Suisse jusqu'en huitième de finale.
Après la Coupe du monde 2006, il gagne sa place de titulaire, mais en 2007, il enchaîne de mauvaises performances dont des erreurs à répétitions.
En 2008, Köbi Kuhn, agacé de ses piètres prestations, lui annonce que désormais il sera le deuxième gardien de la sélection derrière Diego Benaglio. Zuberbühler participe à l'Euro 2008, puis il annonce sa retraite internationale.
Il signe alors à Fulham, club londonien comme doublure de l'australien Schwarzer.
Il met un terme a sa carrière en 2011, il a travaillé dans le staff technique des Young Boys et du Servette et est désormais entraîneur des gardiens du club anglais de Derby County.

## Palmarès

### En club
- Champion de Suisse en 1995, en 1996 et en 1998 avec le Grasshopper Zürich, en 2002, en 2004 et en 2005 avec le FC Bâle
- Vainqueur de la Coupe de Suisse en 1994 avec le Grasshopper Zürich, en 2002 et en 2003 avec le FC Bâle
- Champion de Challenge League en 2007 avec Neuchâtel Xamax
- Finaliste de la Ligue Europa en 2010 avec Fulham

### Avec l'Équipe de Suisse
- 51 sélections entre 1994 et 2008
- Participation à la Coupe du Monde en 2006 (1/8 de finaliste)
- Participation au Championnat d'Europe des Nations en 2008 (Premier Tour)

### Distinction individuelle
- Élu meilleur gardien suisse en 2004 par l'ASF

## Repères enÉquipe de Suisse
- 51 sélections, 3 403 minutes de jeu, 2 cartons jaunes reçus.
- 1re sélection : Suisse-Émirats arabes unis 1-0, le 6 septembre 1994 à Sion.
- Dernière sélection : Suisse-Portugal 2-0, le 15 juin 2008 à Bâle.
- Titulaire à la Coupe du Monde en 2006, avec à la clé 400 minutes de jeu sans but encaissé.

## Anecdotes
- Zuberbühler a marqué un seul but, sur penalty alors qu'il jouait au Grasshopper-Club Zurich.
- Le premier titre de Pascal Zuberbühler remonte à sa jeunesse, avec les juniors du  FC Frauenfeld. En finale Zubi s’était cassé la phalange de la main droite...

## Divers
- La Schweizer Foundation, dont le siège est situé à Pratteln, s’est fixé comme objectif de soutenir directement des projets en Afrique à long terme. Zubi apporte sa contribution en étant membre d’honneur du conseil de la Fondation.
- La Fondation Andy Hug vise à acquérir des moyens financiers pour aider des jeunes nécessiteux en Suisse et à l’étranger à trouver leur propre identité. Cela peut être réalisé en faisant la promotion du sport en particulier d’après la vie et les idées d’Andy Hug. Zubi soutient ces efforts en tant qu’ambassadeur.
- Zubi a aussi du cœur pour les enfants malades en Suisse. Jusqu’à présent, il a accompagné pendant leur maladie trois enfants atteints d’un cancer.
- En tant qu’ambassadeur et parrain d’un enfant dans le cadre de l’Organisation « World Vision », Zubi aimerait, d’une part, aider les pays en voie de développement et, d’autre part, être un modèle pour les autres dans ce genre d’engagement.
- Zubi accorde beaucoup d’importance à l’activité physique des jeunes et en général. Il s’est donc engagé à plusieurs occasions en faveur de projets dans ce sens. Avec la Jubla Muttenz, par exemple, il s’est attaqué au nettoyage de la région forestière dans le cadre des « 72 heures d’Action ». Il a aussi animé l’action « Meet an Move » en prodiguant des conseils physiques au public sur la Barfüsserplatz.
- Zubi, avec la Fondation du Sport Thurgau, est aussi présent dans son canton d’origine pour encourager les jeunes à faire du sport.